# 黃念欣
黃念欣博士（英語：Dr. WONG Nim Yan，1974年5月14日—），香港中文大學文學士、哲學碩士、哲學博士，現任香港中文大學中國語言及文學系副教授及文學院副院長，研究興趣包括：二十世紀中國文學、香港文學、文學理論、研究方法、女性文學、粵語正音等。她課餘曾擔任香港電視廣播有限公司及香港電台的節目主持，並於報章撰寫專欄，積極推廣語文常識、閱讀與文化。

## 簡歷
黃念欣生日是5月14日，生肖是虎（參考：董啟章《肥瘦對寫》〈生肖〉），因此其出生年份是1974年。中學就讀沙田聖母無玷聖心書院 ，1996年大學本科畢業於香港中文大學中國語言及文學系，之後在香港中文大學研究院深造，她的碩士和博士論文都是關於香港作家黃碧雲，論文指導老師都是楊鍾基。她於1999年取得哲學碩士學位，論文題目為《黃碧雲小說中的「暴力美學」硏究》；2004年取得哲學博士學位，論文題目為《複調的藝術 : 黃碧雲（1961-）小說研究》。。她2007年的著作《晚期風格─香港女作家三論》獲第十屆香港中文文學雙年獎文學評論組推薦獎。

## 傳媒參與
黃念欣曾與何文匯主持香港電台《粵講粵啱聽》節目及擔任香港電視廣播有限公司的《最緊要正字》、《妙趣廣州話》、《正字工程》等節目之主持及講者。 
另外，她課餘曾任香港電台《開卷樂》及《遇見文學》主持。她並於《明報》撰寫專欄（例如：《夕拾朝花》），積極推廣閱讀與文化。她亦曾擔任香港管弦樂團音樂會中的講者。

## 個人生活
黃念欣與香港小說家董啟章因為合寫《講話文章：訪問、閱讀十位香港作家》而認識，也因熱愛文學而走在一起。倆人於1997年結婚，婚後離開深水埗，定居粉嶺。二人育有一子董新果，出生於2002年，是一名巴士迷。

## 軼事
黃念欣在香港中文大學讀本科時，所有學生必須通過粵語拼音考試才能畢業，當時全校有逾千學生應考，拼音試全卷共有一百五十條題目，她取得最高分並獲得獎項，因此獲得中大前教務長何文匯賞識，邀請一同主持關於教授粵語正音和正字的電台節目，包括《粵講粵啱聽》和《粵講粵啱一分鐘》。

## 作品

### 著作
- 黃念欣（2025）。《熱風》。香港：香港文學館有限公司。
- 黃念欣（2022）。《夕拾朝花》。香港：香港文學館有限公司。ISBN 9789887988991。
- 黃念欣（2007）。《晚期風格：香港女作家三論》。香港：天地圖書。ISBN 9789882116405 。
- 黃念欣（2004）。《複調的藝術 : 黃碧雲（1961-）小說研究》。哲學博士論文，香港：香港中文大學研究院。
- 黃念欣（1999）。《黃碧雲小說中的「暴力美學」硏究》。哲學碩士論文，香港：香港中文大學研究院。
- 黃念欣、董啟章（1997）。《講話文章II：香港青年作家訪談與評介》。香港：三人出版社。
- 黃念欣、董啟章（1996）。《講話文章：訪問、閱讀十位香港作家》。香港：三人出版社。ISBN 9789628154043 。

### 編纂
- 樊善標、黃念欣、葉嘉詠（編）（2023）。《地景·人文·寫作：中學生社區文學導覽資料及創作集》，香港：香港中文大學香港文學研究中心。ISBN 9789887007609。
- 莊紹勇、陳志堅、黃念欣（編）（2022）。《親愛的, 流光與城巿》，香港：香港中文大學學習科學與科技中心。ISBN 9789881422880。
- 樊善標、黃念欣（編）（2021）。《趣寫文學足印：文學景點考察資料及創作集》，香港：香港中文大學香港文學研究中心。ISBN 9789881422873。
- 樊善標、黃念欣、馬輝洪（編）（2021）。《戲路 : 「文學匯流・五四香港」劇場教學計劃創作集》，香港：香港中文大學香港文學研究中心。ISBN 9789881422866。
- 謝曉虹、黃念欣（編）（2015）。《香港文學大系：小說卷》。香港：商務印書館。ISBN 9789620745089。
- 黃念欣（編）（2014）。《香港當代作家作品選集．董啟章卷》。香港：天地圖書。ISBN 9789888255047。
- 黃念欣（編）（2013）。《翠拂行人首 : 小思集》，香港：中華書局。ISBN 9789888181049。
- 樊善標、危令敦、黃念欣（編）（2008）。《墨痕深處：文學、歷史、記憶論集》，香港：牛津大學出版社。ISBN 9780195496567。

### 翻譯
- Edmund Wilson著，黃念欣（譯）（2006）。《阿克瑟爾的城堡︰1870至1930年的想像文學研究》。南京：江蘇教育出版社。ISBN 7534377498 。

## 外部連結
- 黃念欣教授
- 2+2=5 Two and Two Always Makes up Five （页面存档备份，存于）